# Liancourt (Francia)
 Liancourt  es una población y comuna francesa, en la región de Picardía, departamento de Oise, en el distrito de Clermont. Es el chef-lieu y mayor población del cantón de Liancourt.

## Demografía
| 4850 | 5078 | 5750 | 6112 | 6178 | 6476 |
| Para los censos de 1962 a 1999 la población legal corresponde a la población sin duplicidades (Fuente: INSEE [Consultar]) |      |      |      |      |      |